# Curio acaulis
Curio acaulis là một loài thực vật có hoa trong họ Cúc. Loài này được (L.f.) Sch.Bip. miêu tả khoa học đầu tiên.